# Henrika Šantel

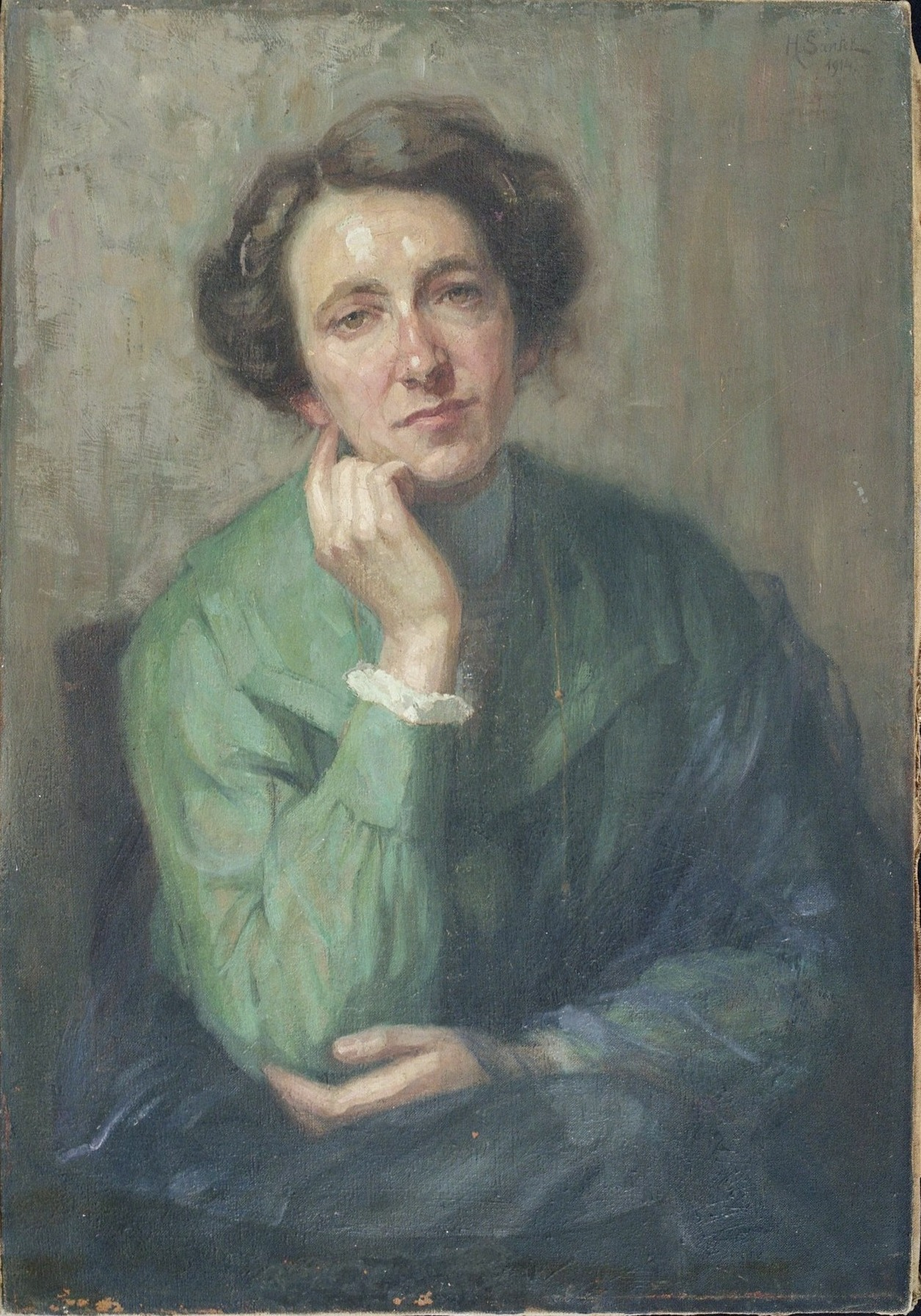
Henrika Šantel, autorretrato, 1914

Henrika Šantel (17 de agosto de 1874 - 15 de fevereiro de 1940) foi uma pintora realista eslovena.
Šantel nasceu em Gorizia (nordeste da Itália, actualmente na fronteira com a Eslovénia), então parte da Áustria-Hungria. A sua mãe, Avgusta Šantel, era pintora e deu a educação inicial para Henrika em casa. A sua irmã, Avgusta Šantel Jr., também era pintora. Em 1891 Henrika mudou-se para Munique para estudar na academia de arte feminina (Damenacademie) com Friedrich Fehr e Ludwig Schmid-Reutte. Posteriormente, voltou para Gorizia e ensinou arte. Após a Primeira Guerra Mundial, Gorizia foi transferida para a Itália, e Šantel com toda a família mudou-se para Maribor, que ficava na Jugoslávia. Em 1929 mudou-se para Ljubljana, onde permaneceu até à sua morte.